# Château de Thoisy-la-Berchère
Le château de Thoisy-la-Berchère  est un château moderne situé à Thoisy-la-Berchère (Côte-d'Or) en Bourgogne-Franche-Comté.

## Localisation
Le château est installé sur un éperon au centre du village qu'il surplomb légèrement en rive au sud de la RD 117c.

## Historique
Joanne écrit en 1869 : le château le plus ancien de la Côte-d'Or est celui de Thoisy-la-Berchère, dont quelques parties remontent au XIe siècle. Jusqu’au milieu du XVIe siècle c’est un fief de l’évêché d’Autun qui en assure l’entretien régulier. Le 23 novembre 1364, le Conseil prévient le duc que les compagnies ont pris « Toisey à l'evesque d'Ostun ». Le 20 décembre 1400 Nicolas de Tholon, évêque d'Autun, meurt au château de Thoisy. En 1567, le château passe à Nicolas de Marcilly-Cypierre qui continue le bon entretien. En 1630, l'église Saint-Denis est transférée de l‘enceinte castrale à une éminence où elle prend nom de Saint-Pierre[réf. souhaitée]. 
En 1844, Etienne de Beauvau-Craon hérite du château et entreprend sa restauration avec l'aménagement d'un parc à l'anglaise, menée à son terme en 1893 par sa fille Hélène, épouse du marquis de Montboisier-Canillac. Les travaux sont dirigés par l'architecte Charles Suisse et son fils, la décoration par le sculpteur Xavier Schanosky, les peintres Léon Leniept et Louis Vernachet, les jardins par Émile Friant et les frères Bühler.[réf. souhaitée]

## Architecture
Sur le cadastre de 1819 le château comporte trois corps de bâtiments autour d'une cour quadrangulaire ouverte à l'est. Depuis sa restauration de 1824 il n’en resten sur le côté nord de l'éperon, qu'un bâtiment rectangulaire composé d'un long corps de logis à un étage carré avec une tour rectangulaire à l'est et une tour ronde à langle nord-ouest. Les croisées, fenêtres de tirs, et aménagements intérieurs sont dus à la restauration. Dans la cour au sud du château une grange occupe la place de l'église déplacée au début du XVIIe siècle[réf. souhaitée].
Les façades et les toitures, la chapelle et la bibliothèque du rez-de-chaussée et leur décor, la galerie et la chambre dite Henri IV au premier étage et leur décor sont inscrits aux monuments historiques par arrêté du 27 juillet 1978 

## Mobilier
Les décors de la chapelle, de la bibliothèque, de la galerie et d'une chambre sont inscrits aux monuments historiques.